# Penelope jacucaca
A Penelope jacucaca a madarak osztályának tyúkalakúak (Galliformes) rendjébe és a hokkófélék (Cracidae) családjába tartozó faj.

## Rendszerezése
A fajt Johann Baptist von Spix német ornitológus írta le 1825-ben.

## Előfordulása
Brazília északkeleti részén honos. Természetes élőhelyei a szubtrópusi és trópusi lombhullató erdők és szavannák. Állandó, nem vonuló faj.

## Megjelenése
Testhossza 65-70 centiméter. Tollazata barnás, szárnyait fehér csíkok mintázzák. Fehér szemöldöksávja és vörös torka van.

## Természetvédelmi helyzete
Az elterjedési területe nem nagy, egyedszáma 10 000 példány alatti és csökken. A Természetvédelmi Világszövetség Vörös listáján sebezhető fajként szerepel.

## Külső hivatkozások
- Képek az interneten a fajról
- Internet Bird Collection - videók a fajról
- Xeno-canto.org - a faj hangja és elterjedési területe